# Roscil
Roscil (en llatí Roscillus) va ser un cap gal. Era cabdill dels al·lòbroges juntament amb Aegus. Tots dos van lluitar al costat de Juli Cèsar a la Guerra de les Gàl·lies. Durant la Segona Guerra Civil romana entre Cèsar i Gneu Pompeu, va abandonar al primer per passar a les files del segon, junt amb l'altre cap dels al·lòbroges, Aegus, que havia estat acusat per Cèsar de no pagar a la cavalleria i quedar-se amb el botí. Els dos caps van desertar al camp de Pompeu.